# It's Classy, Not Classic
It's Classy, Not Classic es el primer álbum de larga duración de la banda de crunkcore Breathe Carolina. Fue lanzado el 16 de septiembre de 2008 por Rise Records. El álbum fue grabado en un dormitorio en un computador Apple Inc.s con ayuda del programa GarageBand. Los demos del EP Gossip aparecen en este álbum, menos Don't Forget: Lock the Door. Diamonds es la única canción que se publicó como sencillo. Un video musical fue hecho para la canción también. En reiteradas ocasiones se usaron temas de este disco en la serie animada Phineas y Ferb.

## Listado de canciones
| N.º | Título                               | Duración |  |
| 1.  | «The Introduction»                   | 2:29     |  |
| 2.  | «No Vacancy»                         | 3:24     |  |
| 3.  | «Show Me Yours»                      | 3:50     |  |
| 4.  | «The Birds and the Bees»             | 4:03     |  |
| 5.  | «Classified»                         | 3:14     |  |
| 6.  | «Gossip»                             | 3:32     |  |
| 7.  | «That's Classy»                      | 3:37     |  |
| 8.  | «Diamonds»                           | 3:35     |  |
| 9.  | «You Wish»                           | 1:33     |  |
| 10. | «Lovely»                             | 3:54     |  |
| 11. | «Put Some Clothes On (Pista oculta)» | 3:54     |  |

## Créditos
- Kyle Even - voz, teclados, sintetizador, keytar, bajo
- David Schmitt - voz, programación, batería

## Posicionamiento
- U.S. Billboard 200 #186
- U.S. Billboard Dance/Electronic Albums #5
- U.S. Billboard Heatseekers Albums #6
- U.S. Billboard Independent Albums #24.

- Datos: Q4041656